# استویداد
استویداد یا اَستو ِهات یا ویدات نام یکی از دیوان مرگ در اساطیر ایران در عصر باستان می‌باشد .
مرگ برای انسان دهشتناک‌ترین فرجام و در اوستا نیز دیوان مرگ، بسیار ترسناکند. نام استویداد به معنی شکننده و پراکنده کنندهٔ استخوان هاست.
استویداد را کمندی باشد که بدان قربانی خود را به دام می اندازد و با دست زدن بدو، قربانی را در خواب کند و آن گاه بوشاسب درازدست آید.
هنگامی که استویداد بر قربانیان خود سایه می افکند آنان را گرفتار تب می‌کند و چون بدانها بنگرد، مرگ را بر آنان جاری می‌سازد.